# Liechtenstein na Zimowych Igrzyskach Olimpijskich 2006
Liechtenstein na Zimowych Igrzyskach Olimpijskich 2006 reprezentowało 5 zawodników. Chorążym ekipy podczas ceremonii otwarcia była Jessica Walter.

## Występy

### Narciarstwo alpejskie
zjazd mężczyzn
- Marco Büchel

finał – 1:50,04 (7 miejsce)
- Claudio Sprecher

finał – 1:53,34 (35 miejsce)
slalom gigant mężczyzn
- Marco Büchel

przejazd 1 – nie ukończył
- Claudio Sprecher

przejazd 1 – nie ukończył
supergigant mężczyzn
- Marco Büchel

finał – 1:31,22 (6 miejsce)
- Claudio Sprecher

finał – nie ukończył
slalom kobiet
- Jessica Walter

przejazd 1 – 45,37
przejazd 2 – 49,73
razem – 1:35,10 (32 miejsce)
supergigant kobiet
- Tina Weirather

finał – 1:35,34 (33 miejsce)

### Biegi narciarskie
bieg łączony na 30 km mężczyzn
- Markus Hasler

finał – 1:17:10,9 (11 miejsce)
bieg na 50 km stylem dowolnym mężczyzn
- Markus Hasler

finał – 2:08:29,0 (39 miejsce)